# Albrekt Lantingshausen
Albrekt Lantingshausen, tidigare Lanting, född i Reval, död 8 mars 1673, var en svensk militär.

## Biografi
Albrekt Lantingshausen föddes i Reval. Han var son till rådsförvanten Henrik Lanting. Lantingshausen adlades 24 april 1651 till Lantingshausen, jämte sin äldre broder Simon Lantingshausen. Han blev senare löjtnant vid kavalleriet. Lantingshausen avled 1673 och begravdes 9 februari 1674 i Reval.

### Egendom
Lantingshausen ägde Rocht, Lassenorm och Laus i Katkülls socken, samt Annigfer i Haljalls socken.

### Familj
Lantingshausen gifte sig 25 februari 1667 i Reval med Kunigunda Elisabet Strijk, dotter till Gotthard Henriksson Strijk. De fick tillsammans sonen generaladjutanten Gotthard Henrik Lantingshausen (död 1704) i svenska armén. Efter Lantingshausens död gifte Strijk om sig med majoren, baron Taube.